# Cúp bóng đá U-20 châu Á 2025
Cúp bóng đá U-20 châu Á 2025 là giải đấu lần thứ 42 của Cúp bóng đá U-20 châu Á (bao gồm các lần trước của Giải vô địch bóng đá trẻ châu Á và Giải vô địch bóng đá U-19 châu Á), giải bóng đá trẻ quốc tế hai năm một lần do Liên đoàn bóng đá châu Á (AFC) tổ chức cho các đội tuyển quốc gia nam dưới 20 tuổi của châu Á. Giải đấu đồng thời là vòng loại khu vực châu Á của Giải vô địch bóng đá U-20 thế giới 2025 được tổ chức tại Chile. Vào ngày 24 tháng 5 năm 2024, AFC thông báo rằng Trung Quốc sẽ là nước đăng cai giải đấu Cúp bóng đá U-20 châu Á 2025. Uzbekistan hiện đang là nhà đương kim vô địch của giải đấu sau khi đánh bại Iraq với tỉ số 1–0 trong trận chung kết Cúp bóng đá U-20 châu Á 2023.
Tổng cộng có 16 đội tuyển sẽ tham dự giải đấu. Bốn đội tuyển đứng đầu giải sẽ giành quyền tham dự Giải vô địch bóng đá U-20 thế giới 2025 với tư cách là đại diện của AFC.

## Vòng loại
Các trận đấu vòng loại diễn ra từ ngày 21–29 tháng 9 năm 2024.

### Các đội tuyển vượt qua vòng loại
Có tổng cộng 16 đội tuyển bao gồm cả đội chủ nhà Trung Quốc đủ điều kiện tham dự vòng chung kết.
| Đội tuyển         | Tư cách vòng loại                | Số lần tham dự trước đây | Thành tích tốt nhất                                                              |
| ----------------- | -------------------------------- | ------------------------ | -------------------------------------------------------------------------------- |
| Trung Quốc        | Chủ nhà                          | 20                       | Vô địch (1985)                                                                   |
| Syria             | Nhất Bảng A                      | 12                       | Vô địch (1994)                                                                   |
| Uzbekistan        | Nhất Bảng B                      | 9                        | Vô địch (2023)                                                                   |
| Hàn Quốc          | Nhất Bảng C                      | 40                       | Vô địch (1959, 1960, 1963, 1978, 1980, 1982, 1990, 1996, 1998, 2002, 2004, 2012) |
| Ả Rập Xê Út       | Nhất Bảng D                      | 15                       | Vô địch (1986, 1992, 2018)                                                       |
| CHDCND Triều Tiên | Nhất Bảng E                      | 14                       | Vô địch (1976, 2006, 2010)                                                       |
| Indonesia         | Nhất Bảng F                      | 20                       | Vô địch (1961)                                                                   |
| Iran              | Nhất Bảng G                      | 22                       | Vô địch (1973, 1974, 1975, 1976)                                                 |
| Iraq              | Nhất Bảng H                      | 19                       | Vô địch (1975, 1977, 1978, 1988, 2000)                                           |
| Nhật Bản          | Nhất Bảng I                      | 39                       | Vô địch (2016)                                                                   |
| Qatar             | Nhất Bảng J                      | 16                       | Vô địch (2014)                                                                   |
| Yemen             | Đội nhì bảng xuất sắc đứng thứ 1 | 8                        | Tứ kết (1975)                                                                    |
| Kyrgyzstan        | Đội nhì bảng xuất sắc đứng thứ 2 | 3                        | Vòng bảng (2006, 2023)                                                           |
| Úc                | Đội nhì bảng xuất sắc đứng thứ 3 | 9                        | Á Quân (2010)                                                                    |
| Thái Lan          | Đội nhì bảng xuất sắc đứng thứ 4 | 34                       | Vô địch (1962, 1969)                                                             |
| Jordan            | Đội nhì bảng xuất sắc đứng thứ 5 | 9                        | Hạng tư (2006)                                                                   |

## Địa điểm thi đấu
Các trận đấu được diễn ra tại bốn địa điểm thuộc thành phố của Thâm Quyến.
| Thâm Quyến          | Thâm Quyến                                       | Thâm Quyến                                               | Thâm Quyến                                             |
| Bảo An              | Long Hoa                                         | Quang Minh                                               | Quang Minh                                             |
| ------------------- | ------------------------------------------------ | -------------------------------------------------------- | ------------------------------------------------------ |
| Sân vận động Bảo An | Sân vận động Trung tâm Văn hóa Thể thao Long Hoa | Sân vận động Trung tâm huấn luyện bóng đá trẻ Thâm Quyến | Sân số 1 – Trung tâm huấn luyện bóng đá trẻ Thâm Quyến |
| Sức chứa: 40,000    | Sức chứa: 2,364                                  | Sức chứa: 1,000                                          | Sức chứa: 500                                          |
|                     |                                                  |                                                          |                                                        |

## Trọng tài
Trọng tài chính
- Ammar Mahfoodh
- Shen Yinhao
- Hiroki Kasahara
- Abdullah Jamali
- Qasim Al-Hatmi
- Abdulhadi Al-Rowaily
- Choi Hyun-jai
- Ahmed Issa Darwish

Trợ lý trọng tài
- Alex King
- James Lindsay
- Mohamed Salman
- Guo Jingtao
- Luo Zheng
- So Kai Man
- Thoriq Alkatiri
- Zaid Thamer Mohammed
- Takagi Takumi
- Ali Jraq
- Nasser Al-Busaidi
- Khaled Khalaf
- Cheon Jin-hee
- Ismoil Nuraliev
- Kijsathit Pattarapong
- Yasser Al-Murshidi
- Asker Nadjafaliev
- Ruslan Serazitdinov

## Bốc thăm
Lễ bốc thăm cho vòng chung kết được tổ chức vào ngày 7 tháng 11 năm 2024 tại Thâm Quyến, Trung Quốc. 16 đội được bốc thăm chia thành bốn bảng gồm bốn đội, với các đội được xếp hạt giống theo thành tích của họ tại vòng loại và vòng chung kết Cúp bóng đá U-20 châu Á 2023. Chủ nhà Trung Quốc tự động được phân vào vị trí A1 trong lễ bốc thăm.
| Nhóm 1                                                         | Nhóm 2                              | Nhóm 3                                             | Nhóm 4                                             |
| -------------------------------------------------------------- | ----------------------------------- | -------------------------------------------------- | -------------------------------------------------- |
| 1. Trung Quốc (nước chủ nhà) 2. Uzbekistan 3. Iraq 4. Nhật Bản | 1. Hàn Quốc 2. Úc 3. Iran 4. Jordan | 1. Indonesia 2. Ả Rập Xê Út 3. Syria 4. Kyrgyzstan | 1. Qatar 2. Thái Lan 3. Yemen 4. CHDCND Triều Tiên |

## Vòng bảng

### Bảng A
| VT | Đội            | ST | T | H | B | BT | BB | HS  | Đ | Giành quyền tham dự     |
| -- | -------------- | -- | - | - | - | -- | -- | --- | - | ----------------------- |
| 1  | Úc             | 3  | 3 | 0 | 0 | 10 | 3  | +7  | 9 | Vòng đấu loại trực tiếp |
| 2  | Trung Quốc (H) | 3  | 2 | 0 | 1 | 8  | 5  | +3  | 6 | Vòng đấu loại trực tiếp |
| 3  | Qatar          | 3  | 1 | 0 | 2 | 6  | 5  | +1  | 3 |                         |
| 4  | Kyrgyzstan     | 3  | 0 | 0 | 3 | 3  | 14 | −11 | 0 |                         |

| Úc                                                | 5–1      | Kyrgyzstan               |
| ------------------------------------------------- | -------- | ------------------------ |
| - Jovanovic 4', 61' - Bennie 15' - Toure 26', 31' | Chi tiết | - Almazbekov 73' (ph.đ.) |

| Trung Quốc                            | 2–1      | Qatar           |
| ------------------------------------- | -------- | --------------- |
| - Khoái Kỷ Văn 17' - Lưu Thành Vũ 21' | Chi tiết | - Faragalla 55' |

| Qatar       | 1–3      | Úc                                        |
| ----------- | -------- | ----------------------------------------- |
| - Gouda 19' | Chi tiết | - Badolato 24' - Bosnjak 52' - Bennie 69' |

| Kyrgyzstan                    | 2–5      | Trung Quốc                                                                        |
| ----------------------------- | -------- | --------------------------------------------------------------------------------- |
| - Madavinov 25' - Madanov 64' | Chi tiết | - Lưu Thành Vũ 13' - Vương Vũ Đông 45' - Mao Vệ Kiệt 49' - Chu Bằng Vũ 80', 90+2' |

| Trung Quốc         | 1–2      | Úc                        |
| ------------------ | -------- | ------------------------- |
| - Khoái Kỷ Văn 29' | Chi tiết | - Memeti 23' - Agosti 25' |

| Kyrgyzstan | 0–4      | Qatar                                              |
| ---------- | -------- | -------------------------------------------------- |
|            | Chi tiết | - Jamshid 28' - Taha 45+5' - Gouda 55' - Tamer 83' |

### Bảng B
| VT | Đội               | ST | T | H | B | BT | BB | HS | Đ | Giành quyền tham dự     |
| -- | ----------------- | -- | - | - | - | -- | -- | -- | - | ----------------------- |
| 1  | Ả Rập Xê Út       | 3  | 2 | 0 | 1 | 3  | 2  | +1 | 6 | Vòng đấu loại trực tiếp |
| 2  | Iraq              | 3  | 1 | 2 | 0 | 2  | 1  | +1 | 5 | Vòng đấu loại trực tiếp |
| 3  | Jordan            | 3  | 1 | 1 | 1 | 2  | 2  | 0  | 4 |                         |
| 4  | CHDCND Triều Tiên | 3  | 0 | 1 | 2 | 3  | 5  | −2 | 1 |                         |

| Iraq       | 1–1      | CHDCND Triều Tiên  |
| ---------- | -------- | ------------------ |
| - Luay 32' | Chi tiết | - Kim Jin-song 62' |

| Jordan | 0–1      | Ả Rập Xê Út  |
| ------ | -------- | ------------ |
|        | Chi tiết | - Haqawi 46' |

| CHDCND Triều Tiên         | 1–2      | Jordan          |
| ------------------------- | -------- | --------------- |
| - Ri Jong-dok 83' (ph.đ.) | Chi tiết | - Sabra 6', 72' |

| Ả Rập Xê Út | 0–1      | Iraq         |
| ----------- | -------- | ------------ |
|             | Chi tiết | - Faisal 25' |

| Iraq | 0–0      | Jordan |
| ---- | -------- | ------ |
|      | Chi tiết |        |

| Ả Rập Xê Út                   | 2–1      | CHDCND Triều Tiên  |
| ----------------------------- | -------- | ------------------ |
| - Haqawi 51' - Al-Khaibri 85' | Chi tiết | - Han Jae-yong 28' |

### Bảng C
| VT | Đội        | ST | T | H | B | BT | BB | HS  | Đ | Giành quyền tham dự     |
| -- | ---------- | -- | - | - | - | -- | -- | --- | - | ----------------------- |
| 1  | Iran       | 3  | 3 | 0 | 0 | 11 | 1  | +10 | 9 | Vòng đấu loại trực tiếp |
| 2  | Uzbekistan | 3  | 2 | 0 | 1 | 5  | 3  | +2  | 6 | Vòng đấu loại trực tiếp |
| 3  | Indonesia  | 3  | 0 | 1 | 2 | 1  | 6  | −5  | 1 |                         |
| 4  | Yemen      | 3  | 0 | 1 | 2 | 0  | 7  | −7  | 1 |                         |

| Uzbekistan     | 1–0      | Yemen |
| -------------- | -------- | ----- |
| - Urinboev 26' | Chi tiết |       |

| Iran                                       | 3–0      | Indonesia |
| ------------------------------------------ | -------- | --------- |
| - Nafari 5' - Gholizadeh 63' - Dehghan 70' | Chi tiết |           |

| Yemen | 0–6      | Iran                                                                                       |
| ----- | -------- | ------------------------------------------------------------------------------------------ |
|       | Chi tiết | - Zamani 26', 34' - Gholizadeh 42' - Moqbel 45+2' (l.n.) - Ghandipour 46' - Zoleikhaei 72' |

| Indonesia   | 1–3      | Uzbekistan                                         |
| ----------- | -------- | -------------------------------------------------- |
| - Raven 23' | Chi tiết | - Urinboev 21' - Khaydarov 47' - Saidnurullaev 63' |

| Uzbekistan     | 1–2      | Iran                                   |
| -------------- | -------- | -------------------------------------- |
| - Urinboev 81' | Chi tiết | - Mazraeh 52' - Gholizadeh 66' (ph.đ.) |

| Indonesia | 0–0      | Yemen |
| --------- | -------- | ----- |
|           | Chi tiết |       |

### Bảng D
| VT | Đội      | ST | T | H | B | BT | BB | HS | Đ | Giành quyền tham dự     |
| -- | -------- | -- | - | - | - | -- | -- | -- | - | ----------------------- |
| 1  | Hàn Quốc | 3  | 2 | 1 | 0 | 7  | 3  | +4 | 7 | Vòng đấu loại trực tiếp |
| 2  | Nhật Bản | 3  | 1 | 2 | 0 | 6  | 3  | +3 | 5 | Vòng đấu loại trực tiếp |
| 3  | Syria    | 3  | 0 | 2 | 1 | 5  | 6  | −1 | 2 |                         |
| 4  | Thái Lan | 3  | 0 | 1 | 2 | 3  | 9  | −6 | 1 |                         |

| Hàn Quốc                          | 2–1      | Syria      |
| --------------------------------- | -------- | ---------- |
| - Shin Sung 8' - Baek Min-gyu 23' | Chi tiết | - Abdi 60' |

| Nhật Bản                                      | 3–0      | Thái Lan |
| --------------------------------------------- | -------- | -------- |
| - Ishii 14' - Ichihara 33' (ph.đ.) - Sato 69' | Chi tiết |          |

| Syria                        | 2–2      | Nhật Bản                  |
| ---------------------------- | -------- | ------------------------- |
| - Al-Mustafa 10' - Soufi 33' | Chi tiết | - Ozeki 24' - Takaoka 85' |

| Thái Lan    | 1–4      | Hàn Quốc                                                        |
| ----------- | -------- | --------------------------------------------------------------- |
| - Yotsakorn | Chi tiết | - Yoon Do-young 32' - Kim Tae-won 59', 86' - Park Seung-soo 89' |

| Nhật Bản    | 1–1      | Hàn Quốc            |
| ----------- | -------- | ------------------- |
| - Kanda 28' | Chi tiết | - Kim Tae-won 90+1' |

| Syria                           | 2–2      | Thái Lan            |
| ------------------------------- | -------- | ------------------- |
| - Al-Kalou 52' - Al-Mustafa 71' | Chi tiết | - Thanawut 73', 81' |

## Vòng đấu loại trực tiếp
Ở vòng đấu loại trực tiếp, hiệp phụ và loạt sút luân lưu sẽ được sử dụng để quyết định đội nào giành chiến thắng nếu cần thiết..

### Sơ đồ
|  | Tứ kết       | Tứ kết      |                 |       | Bán kết | Bán kết |  |  | Chung kết | Chung kết |
|  |              |             |                 |       |         |         |  |  |           |           |
|  | 22 tháng 2   |             |                 |       |         |         |  |  |           |           |
|  |              |             |                 |       |         |         |  |  |           |           |
|  | Úc           | 3           |                 |       |         |         |  |  |           |           |
|  | Úc           | 3           | 26 tháng 2      |       |         |         |  |  |           |           |
|  | Iraq         | 2           |                 |       |         |         |  |  |           |           |
|  | Iraq         | 2           | Úc              | 2     |         |         |  |  |           |           |
|  | 23 tháng 2   |             | Úc              | 2     |         |         |  |  |           |           |
|  |              | Nhật Bản    | 0               |       |         |         |  |  |           |           |
|  | Iran         | Nhật Bản    | 0               | 1 (3) |         |         |  |  |           |           |
|  | Iran         |             | 1 tháng 3       | 1 (3) |         |         |  |  |           |           |
|  | Nhật Bản (p) | 1 (4)       |                 |       |         |         |  |  |           |           |
|  | Nhật Bản (p) | 1 (4)       | Úc (p)          | 1 (5) |         |         |  |  |           |           |
|  | 22 tháng 2   |             | Úc (p)          | 1 (5) |         |         |  |  |           |           |
|  |              | Ả Rập Xê Út | 1 (4)           |       |         |         |  |  |           |           |
|  | Ả Rập Xê Út  | Ả Rập Xê Út | 1 (4)           | 1     |         |         |  |  |           |           |
|  | Ả Rập Xê Út  | 26 tháng 2  |                 | 1     |         |         |  |  |           |           |
|  | Trung Quốc   | 0           |                 |       |         |         |  |  |           |           |
|  | Trung Quốc   | 0           | Ả Rập Xê Út (p) | 0 (3) |         |         |  |  |           |           |
|  | 23 tháng 2   |             | Ả Rập Xê Út (p) | 0 (3) |         |         |  |  |           |           |
|  |              | Hàn Quốc    | 0 (2)           |       |         |         |  |  |           |           |
|  | Hàn Quốc (p) | Hàn Quốc    | 0 (2)           | 3 (3) |         |         |  |  |           |           |
|  | Hàn Quốc (p) |             |                 | 3 (3) |         |         |  |  |           |           |
|  | Uzbekistan   | 3 (1)       |                 |       |         |         |  |  |           |           |
|  | Uzbekistan   | 3 (1)       |                 |       |         |         |  |  |           |           |

### Tứ kết
Bốn đội thắng sẽ giành quyền tham dự Giải vô địch bóng đá U-20 thế giới 2025.
| Ả Rập Xê Út        | 1–0      | Trung Quốc |
| ------------------ | -------- | ---------- |
| - Al-Yuhaybi 90+5' | Chi tiết |            |

| Úc                                            | 3–2      | Iraq                      |
| --------------------------------------------- | -------- | ------------------------- |
| - Jovanovic 22' - Kikianis 62' - Badolato 74' | Chi tiết | - Faisal 15' - Qabeel 26' |

| Iran                                                     | 1–1 (s.h.p.) | Nhật Bản                                           |
| -------------------------------------------------------- | ------------ | -------------------------------------------------- |
| - Ghandipour 5'                                          | Chi tiết     | - Ogura 30'                                        |
| Loạt sút luân lưu                                        |              |                                                    |
| - Darvishaali - Shahrabadi - Shakouri - Hassani - Andarz | 3–4          | - Nakajima - Takaoka - Takahashi - Sato - Ichihara |

| Hàn Quốc                                                               | 3–3      | Uzbekistan                                    |
| ---------------------------------------------------------------------- | -------- | --------------------------------------------- |
| - Shin Min-ha 26', 56' - Kim Tae-won 61'                               | Chi tiết | - Jumaev 18' - Urinboev 90' - Khaydarov 90+4' |
| Loạt sút luân lưu                                                      |          |                                               |
| - Kim Tae-won - Lee Geon-hee - Shin Min-ha - Kim Ho-jin - Ha Jeong-woo | 3–1      | - Karimov - Khaydarov - Urinboev - Komilov    |

### Bán kết
| Ả Rập Xê Út                                                      | 0–0 (s.h.p.) | Hàn Quốc                                                                |
| ---------------------------------------------------------------- | ------------ | ----------------------------------------------------------------------- |
|                                                                  | Chi tiết     |                                                                         |
| Loạt sút luân lưu                                                |              |                                                                         |
| - Al-Khaibari - Barnawi - Al-Shamrani - Al-Tumbukti - Al-Mahdawi | 3–2          | - Kim Tae-won - Lee Chang-woo - Kim Ho-jin - Kim Seo-jin - Kang Min-woo |

| Úc                        | 2–0      | Nhật Bản |
| ------------------------- | -------- | -------- |
| - Toure 49' - Pearman 67' | Chi tiết |          |

### Chung kết
| Úc                                                 | 1–1 (s.h.p.) | Ả Rập Xê Út                                                |
| -------------------------------------------------- | ------------ | ---------------------------------------------------------- |
| Agosti 24'                                         | Chi tiết     | Haji 45+2'                                                 |
| Loạt sút luân lưu                                  |              |                                                            |
| - Jovanovic - Badolato - Pearman - Yull - Kikianis | 5–4          | - Al-Khaibri - Al-Shamrani - Al-Mahdawi - Barnawi - Hazazi |

## Cầu thủ ghi bàn
Đã có 93 bàn thắng ghi được trong 31 trận đấu, trung bình 3 bàn thắng mỗi trận đấu.
4 bàn thắng
- Kim Tae-won
- Mukhammadali Urinboev

3 bàn thắng
- Luka Jovanovic
- Musa Toure
- Esmaeil Gholizadeh

2 bàn thắng
- Alexander Badolato
- Daniel Bennie
- Louis Agosti
- Kuai Jiwen
- Liu Chengyu
- Zhu Pengyu
- Reza Ghandipour
- Abolfazl Zamani
- Amoori Faisal
- Ibrahim Sabra
- Mohammed Khaled Gouda
- Saad Haqawi
- Shin Min-ha
- Mohammad Al-Mustafa
- Thanawut Phochai
- Abdugafur Khaydarov

1 bàn thắng
- Dean Bosnjak
- Panagiotis Kikianis
- Medin Memeti
- Jaylan Pearman
- Mao Weijie
- Wang Yudong
- Jens Raven
- Mobin Dehghan
- Yousef Mazraeh
- Hesam Nafari
- Abolfazl Zoleikhaei
- Aymen Luay
- Mustafa Qabeel
- Rion Ichihara
- Hisatsugu Ishii
- Soma Kanda
- Kosei Ogura
- Yuto Ozeki
- Ryunosuke Sato
- Rento Takaoka
- Beknaz Almazbekov
- Yryskeldi Madanov
- Umar Madavinov
- Han Jae-yong
- Kim Jin-song
- Ri Jong-dok
- Mohamed Hani Faragalla
- Tahsin Jamshid
- Moath Taha
- Noureldan Tamer
- Talal Haji
- Thamer Al-Khaibri
- Ammar Al-Yuhaybi
- Baek Min-gyu
- Park Seung-soo
- Shin Sung
- Yoon Do-young
- Aland Abdi
- Ahmad Al-Kalou
- Ahmad Soufi
- Yotsakorn Burapha
- Asilbek Jumaev
- Saidumarkhon Saidnurullaev

1 bàn phản lưới nhà
- Mohammed Moqbel (trong trận gặp Iran)

## Các đội tuyển giành quyền tham dự FIFA U-20 World Cup
Dưới đây là bốn đội tuyển từ AFC vượt qua vòng loại để tham dự Giải vô địch bóng đá U-20 thế giới 2025. Chile tự động giành quyền đăng cai giải đấu.
| Đội tuyển   | Ngày vượt qua vòng loại | Số lần tham dự trước đây tại Giải vô địch bóng đá U-20 thế giới1                                    |
| ----------- | ----------------------- | --------------------------------------------------------------------------------------------------- |
| Ả Rập Xê Út | 22 tháng 2 năm 2025     | 9 (1985, 1987, 1989, 1993, 1999, 2003, 2011, 2017, 2019)                                            |
| Úc          | 22 tháng 2 năm 2025     | 15 (1981, 1983, 1985, 1987, 1991, 1993, 1995, 1997, 1999, 2001, 2003, 2005, 2009, 2011, 2013)       |
| Nhật Bản    | 23 tháng 2 năm 2025     | 11 (1979, 1995, 1997, 1999, 2001, 2003, 2005, 2007, 2017, 2019, 2023)                               |
| Hàn Quốc    | 23 tháng 2 năm 2025     | 16 (1979, 1981, 1983, 1991, 1993, 1997, 1999, 2003, 2005, 2007, 2009, 2011, 2013, 2017, 2019, 2023) |

1 Chữ đậm là các năm mà đội đó vô địch. Chữ nghiêng là các năm mà đội đó làm chủ nhà.